# Harston
Harston är en ort och civil parish några kilometer söder om Cambridge, i Cambridgeshire i England. Folkmängden uppgick till 1 729 invånare 2011, på en yta av 0,97 km².